# Nationaal park Perämeri
Nationaal park Perämeri (Fins: Perämeren kansallispuisto/ Zweeds: Bottenvikens nationalpark) (Nederlands (letterlijk): Botnische Baai) is een nationaal park in Lapland in Finland. Het ligt aan de Oostzee, in de buitenste archipel van de Botnische Baai, nabij de steden Tornio en Kemi. Het park werd opgericht in 1991 en is 157 vierkante kilometer groot. Het landschap bestaat uit de kust en eilandjes van de Botnische Baai.